# فيليب فون نيومان
فيليب فون نيومان (بالألمانية: Philipp von Neumann)‏ هو دبلوماسي نمساوي، ولد في 1778 في بروكسل في بلجيكا، وتوفي في 14 يناير 1851.